# Niizato Ryo
Ryo Niizato (sinh ngày 3 tháng 9 năm 1995) là một cầu thủ bóng đá người Nhật Bản.

## Sự nghiệp câu lạc bộ
Ryo Niizato đã từng chơi cho V-Varen Nagasaki.